# تشارلز شاكليفورد
تشارلز شاكليفورد (بالإنجليزية: Charles Shackleford)‏‏ (22 أبريل 1966 - 27 يناير 2017)، كان لاعب كرة سلة أمريكي. بدأ مسيرته الاحترافية في سنة 1988. تم اختياره من قبل فريق بروكلين نتس خلال الدرافت. بلغ طوله 6 قدم 10 بوصة (2.1 م). اعتزل اللعب في 1999.

## المسيرة الاحترافية
لعب مع بروكلين نتس من سنة 1988 إلى 1990، ثم لعب مع يوفي كازيرتا باسكت في الدوري الإيطالي في موسم 1990–1991، ثم لعب مع فيلادلفيا سفنتي سيكسرز من سنة 1991 إلى 1993، ثم لعب مع يوفي كازيرتا باسكت في الدوري الإيطالي في موسم 1993–1994، ثم لعب مع مينيسوتا تمبر ولفز في سنة 1994، ثم لعب مع أولكرسبور في موسم 1995–1996، ثم لعب مع شارلوت هورنتس في سنة 1998.

## روابط خارجية
- تشارلز شاكليفورد على موقع إن بي أي (الإنجليزية)
- تشارلز شاكليفورد على موقع سبورتس رفرنس (الإنجليزية)
- تشارلز شاكليفورد على موقع كرة السلة الأوروبية.كوم (الإنجليزية)
- تشارلز شاكليفورد على موقع كلية كرة السلة في سبورتس رفرنس.كوم (الإنجليزية)
- تشارلز شاكليفورد على موقع ريلجم (الإنجليزية)
- تشارلز شاكليفورد على موقع بروبوليرز (الإنجليزية)